# Sipos Vera
Sipos Vera (Budapest, 1982. március 19. –) magyar színésznő.

## Életpályája
1982-ben született. Középiskolai éveit 1992–2000 között a székesfehérvári József Attila Gimnáziumban töltötte. 1996–2000 között a Péntek 3 Tejátrum társulatában játszott. Ezt követően 2000–2001 között a Főnix Drámastúdió tevékenykedett. 2000–2002 között a Janus Pannonius Tudományegyetemen magyar szakára járt. 2001–2002 között az Új Színház stúdiójának tanulója volt. 2002–2006 között a Színház- és Filmművészeti Egyetemen Jordán Tamás és Lukáts Andor osztályába járt. 2006–2008 között a Nemzeti Színház, majd 2008–2009 között a Miskolci Nemzeti Színház színésznője volt. 2009-től a Forte Társulatban játszott.2009–2013 között a Főnix Művészeti Műhelyben mozgásszínészet-tanárként dolgozott.

## Fontosabb színpadi szerepek
- Kiss Csaba: A kaméliás hölgy (Prudence) - 2016/2017
- Romain Gary (Émile Ajar): Salamon király szorong (Aline) - 2015/2016
- Carlo Goldoni: Mirandolina (Ortensia, színésznő) - 2015/2016
- Urs Widmer: Top Dogs (Emili Schöller) - 2015/2016
- Zilahy Lajos: Halálos tavasz (Margit) (koreográfus) - 2014/2015
- Jeli Viktória - Darvas Ferenc - Tasnádi István: Hepp!!! (koreográfus) - 2014/2015
- John Cariani: Isten háta mögött (Szereplő) - 2014/2015
- Vinnai András: Szóvirágok (Szereplő, Szereplő) - 2014/2015
- Hindi Brooks: Romance.com (Terry) - 2014/2015
- Bornemisza Péter: Magyar Elektra (Chorus, vénasszony) - 2014/2015
- Grecsó Krisztián: Mellettem elférsz (Klári, Helga) - 2014/2015
- Szép Ernő: Fiú, leány (Vera) - 2013/2014
- Osztrovszkij: Jövedelmező állás (Polina) - 2013/2014
- Márai Sándor: Eszter hagyatéka (Éva, Lajos lánya) - 2013/2014
- Marék Veronika: BORIBON ÉS ANNIPANNI (koreográfus) - 2013/2014
- Schwajda György: Csoda (Veronika, a felesége) - 2013/2014
- Tamási Zoltán: A zlíni bőröző (Sonja) - 2013/2014
- Küszöb (Szereplő) - 2012/2013
- Ljudmila Ulickaja: Odaadó hívetek, Surik (A lány) - 2012/2013
- Pierre Sauvil: Napfény kettőnknek (Szereplő) - 2012/2013
- Pierre Carlet de Chamblain Marivaux: A 2. VÁRATLAN SZERELEM (Lisette) - 2012/2013
- Dunajcsik Mátyás - Molière: T@rtuffe.hu - Élő videókapcsolat! (Szereplő) - 2011/2012
- Koto és Kaori (Város, Kerítés) - 2011/2012
- William Shakespeare: Trolius és Cressida (Ulysses, görög vezér, Andromache) - 2010/2011
- Picadilly Cirkusz (Anna Balicke, Anna Balicke) - 2010/2011
- Nigel Charnock: Revolution (Szereplő, Szereplő) - 2010/2011
- Így jár az, aki távoli, ismeretlen hangtól megijed (Szereplő) - 2010/2011
- Szálinger Balázs: A tiszta méz (2. Nő, 2. Nő) - 2010/2011
- Erkel Ferenc: Sakk-játék, táncjáték (Szereplő, Szereplő) - 2009/2010
- Ó, azok a szép napok! (Winnie, Winnie) - 2009/2010
- Evelyne de la Cheneliere: Eper januárban (Sophie) - 2009/2010
- Ne kíméld, akiket szeretsz! (Szereplő) - 2008/2009
- Horváth Csaba: Isteni vidékek (Szereplő, Szereplő) - 2008/2009
- Evangélium (Szereplő) - 2007/2008
- Bernard Shaw: Warrenné mestersége (Vivie Warren, Warrenné lánya) - 2007/2008
- Hamvai Kornél: Pokol (Carolyn) - 2006/2007
- Hamvai Kornél: Szigliget (Szabó Vera, főhadnagy) - 2006/2007
- Molnár Péter: Keresők (Szereplő) - 2006/2007
- Vörösmarty Mihály: Csongor és Tünde (Tünde) - 2006/2007
- Papp András - Térey János: Kazamaták (Szereplő) - 2005/2006
- Bertolt Brecht: A városok dzsungelében (Jane Larry, a barátnője) - 2005/2006
- Kukorelly Endre: Élnek még ezek? (Zsuzsi) - 2005/2006
- Euripidész: Alkéltisz (Halál) - 2004/2005

## Filmjei
- A mi kis falunk (2025) ...Csoporttárs
- Cella – Letöltendő élet (2023) ...Bea
- Ida regénye (2022) ...Ofélia
- A Király (2022) ...Csoma Vera
- Blokád (2022) ...Nővérke
- Doktor Balaton (2020–2022) ...Adrienn
- Mintaapák (2020) ...Violetta
- Drága örökösök (2020)
- Jófiúk (2019) ...Dudás titkárnője
- Csak színház és más semmi  (2016–2019) ...Ormos Eszter
- Utolsó órák (2014) ..Zichy Antónia
- A rajzoló (2013) ...Judit
- A játék (2013)
- Munkaügyek (2012)
- Presszó (2008) ...Márti
- Régimódi történet (2006) ...Róza